# Leon Benois
Leon Benois (en ruso: Леонтий Николаевич Бенуа, Leonti Benuá) (1856, Peterhof-1928, Leningrado) fue un arquitecto ruso. Hijo del arquitecto Nicolas Benois, hermano de los artistas Alexandre Benois y Albert Benois, y abuelo del actor Peter Ustinov.  Fue editor de la revista de arquitectura "Zódchiy". Dio su apellido a la Madona Benois de Leonardo da Vinci, que heredó de su familia y legó al Museo del Hermitage.

## Obras

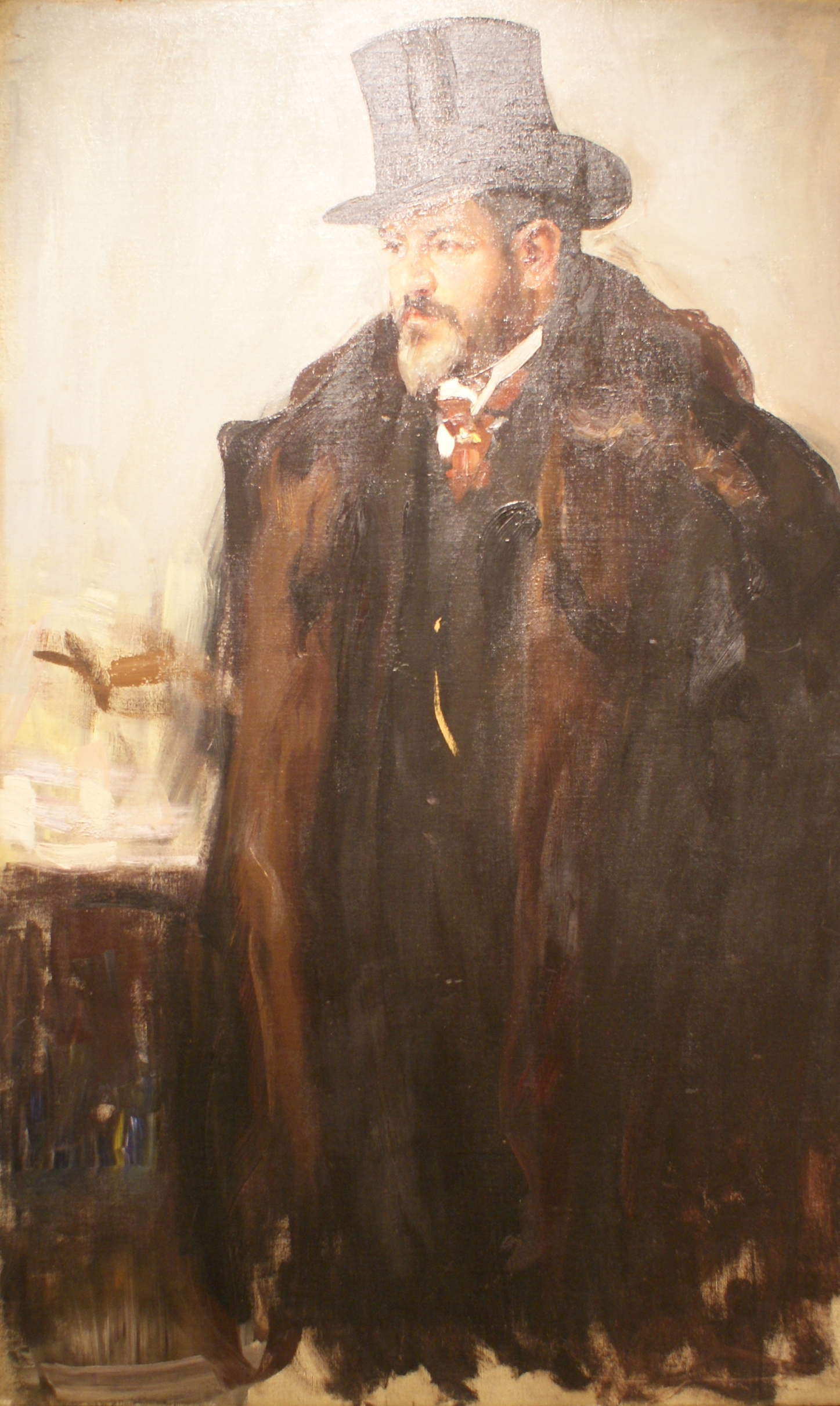
Retrato de Léon Benois, obra de Oleksandr Murashko (entre 1904 y 1910)

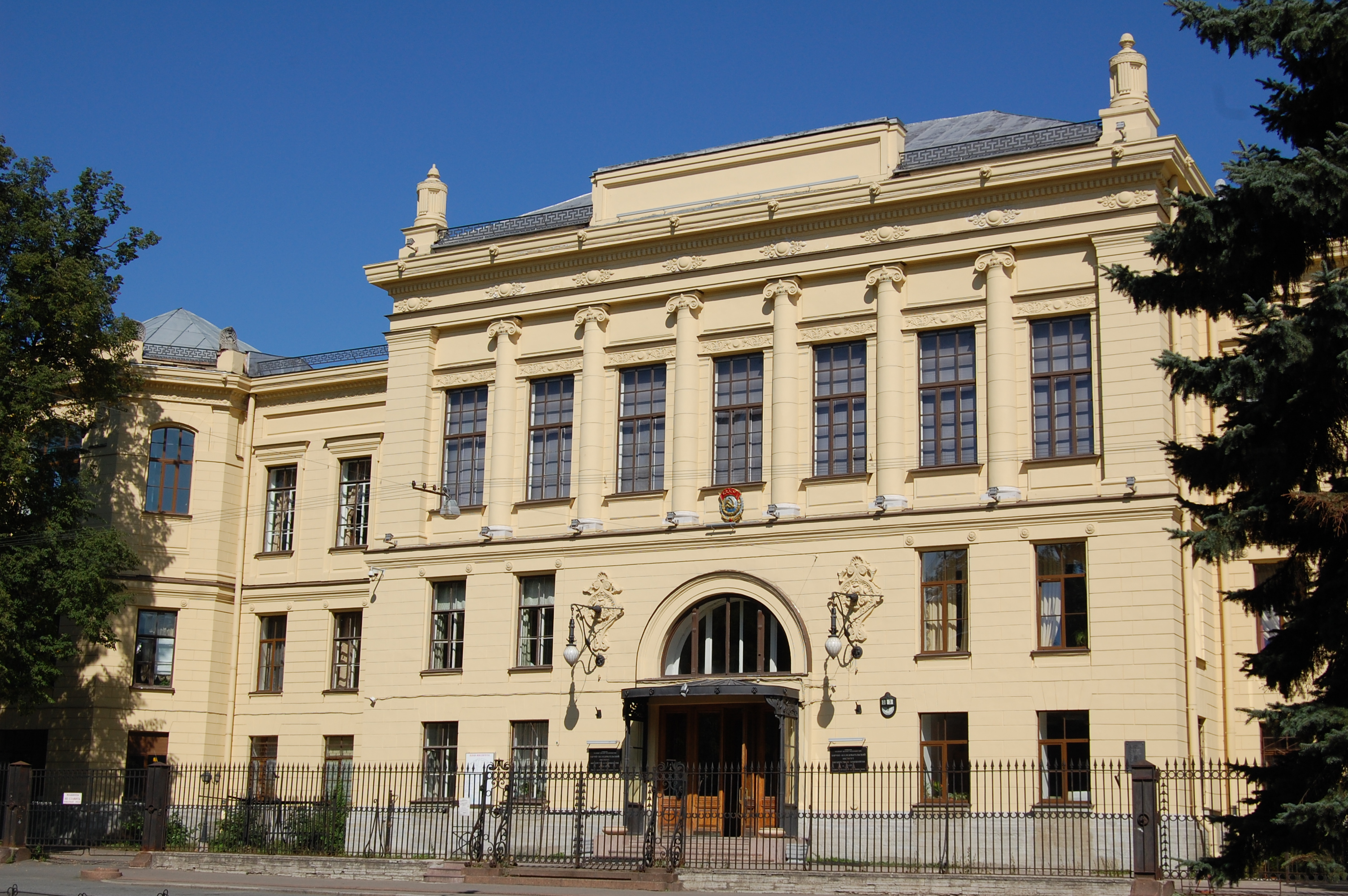
Instituto de Obstetricia de San Petersburgo (1901-1904)

Leon Benois fue un seguidor del eclecticismo. Sus primeros trabajos son de estilo Renacimiento ruso, como la capilla rusa de Darmstadt (1897-1899) o la catedral de San Alejandro Nevski de Varsovia (1894-1912). Su iglesia católica de Nuestra Señora de Lourdes (1907-1909) en San Petersburgo reinterpretó la arquitectura románica con un estilo casi moderno. A mediados del siglo XX, adoptó un estilo neoclásico como, por ejemplo, en la casa de los Benois en San Petersburgo.
Fue uno de los promotores de la renovación de San Petersburgo. Participó en muchos trabajos de renovación y de arquitectura interior de edificios en San Petersburgo (Foyer del teatro del Hermitage, sala de reuniones del Palacio Mariinski, fachada de la iglesia finlandesa de San Petersburgo...).
También supervisó la construcción del Mausoleo Gran Ducal de San Petersburgo del arquitecto David Ivanovitch Grimm (1897-1908) en la Fortaleza de San Pedro y San Pablo.
Entre sus obras, en San Petersburgo, destaca además de la ya citada iglesia católica de Nuestra Señora de Lourdes y la colaboración con Fredrik Lidvall en el Banco de Comercio Exterior de Rusia (1915), calle Bolshaya Morskaya. Además de la capilla rusa de Darmstadt, también construyó la capilla rusa de Bad Homburg.

## Galería de imágenes

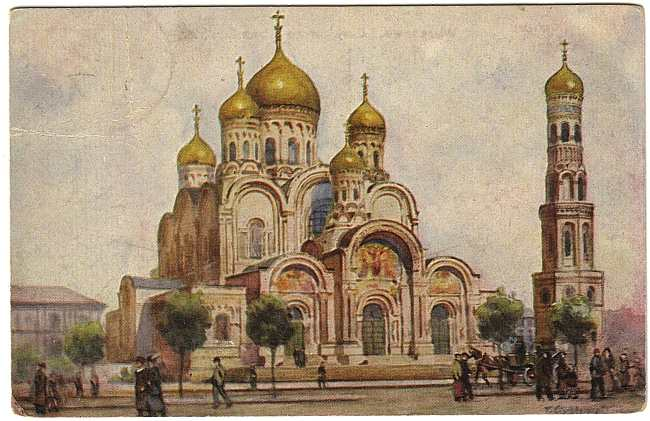
Vista de la catedral de San Alejandro Nevski de Varsovia (1894-1912), hoy destruida.
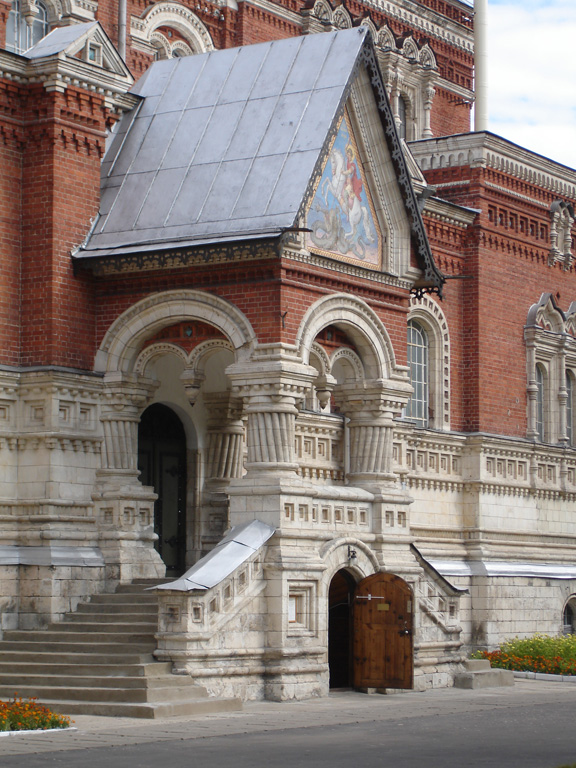
Entrada de la catedral de San Jorge en Gous-Khroustalny
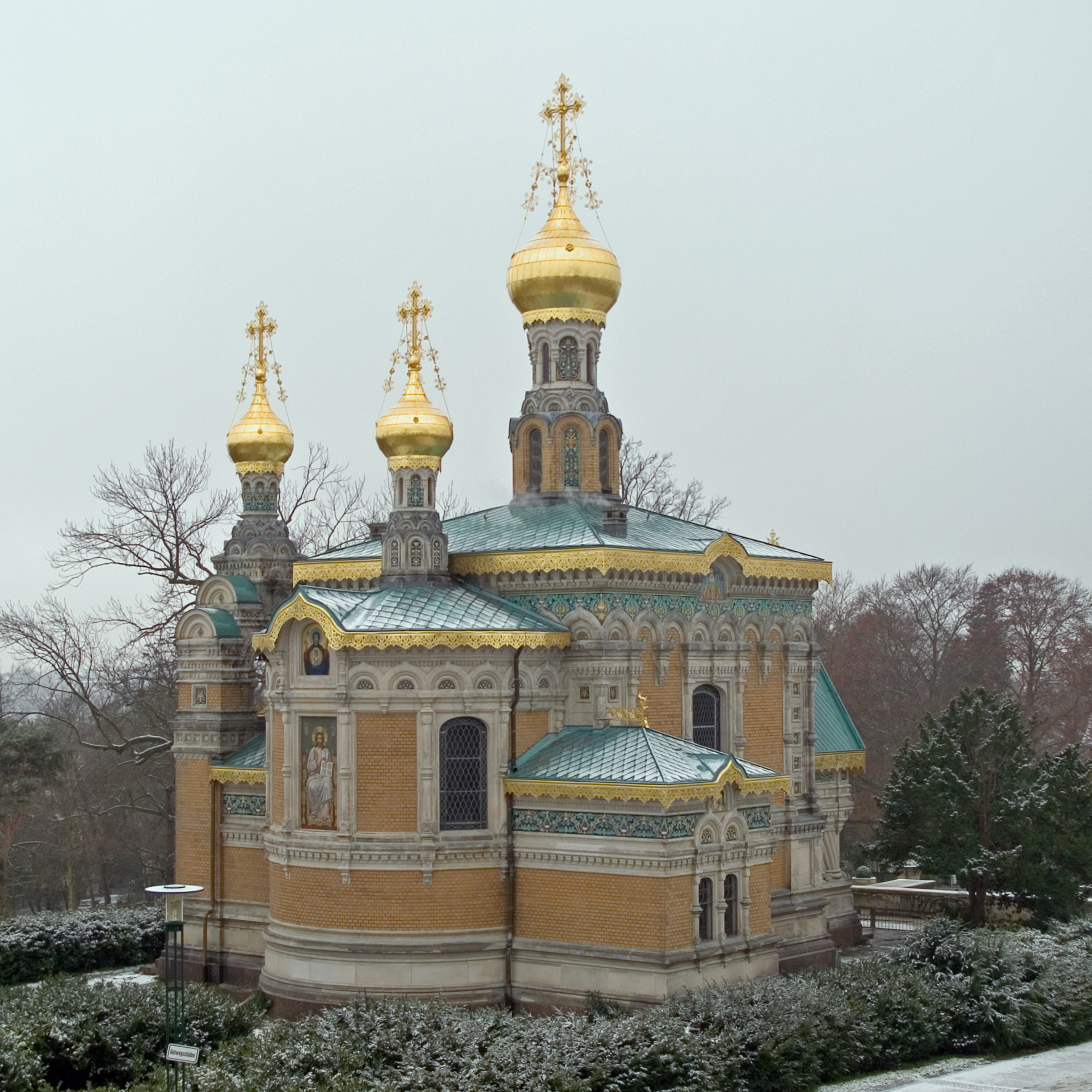
Capilla rusa de Darmstadt (1897-1899)
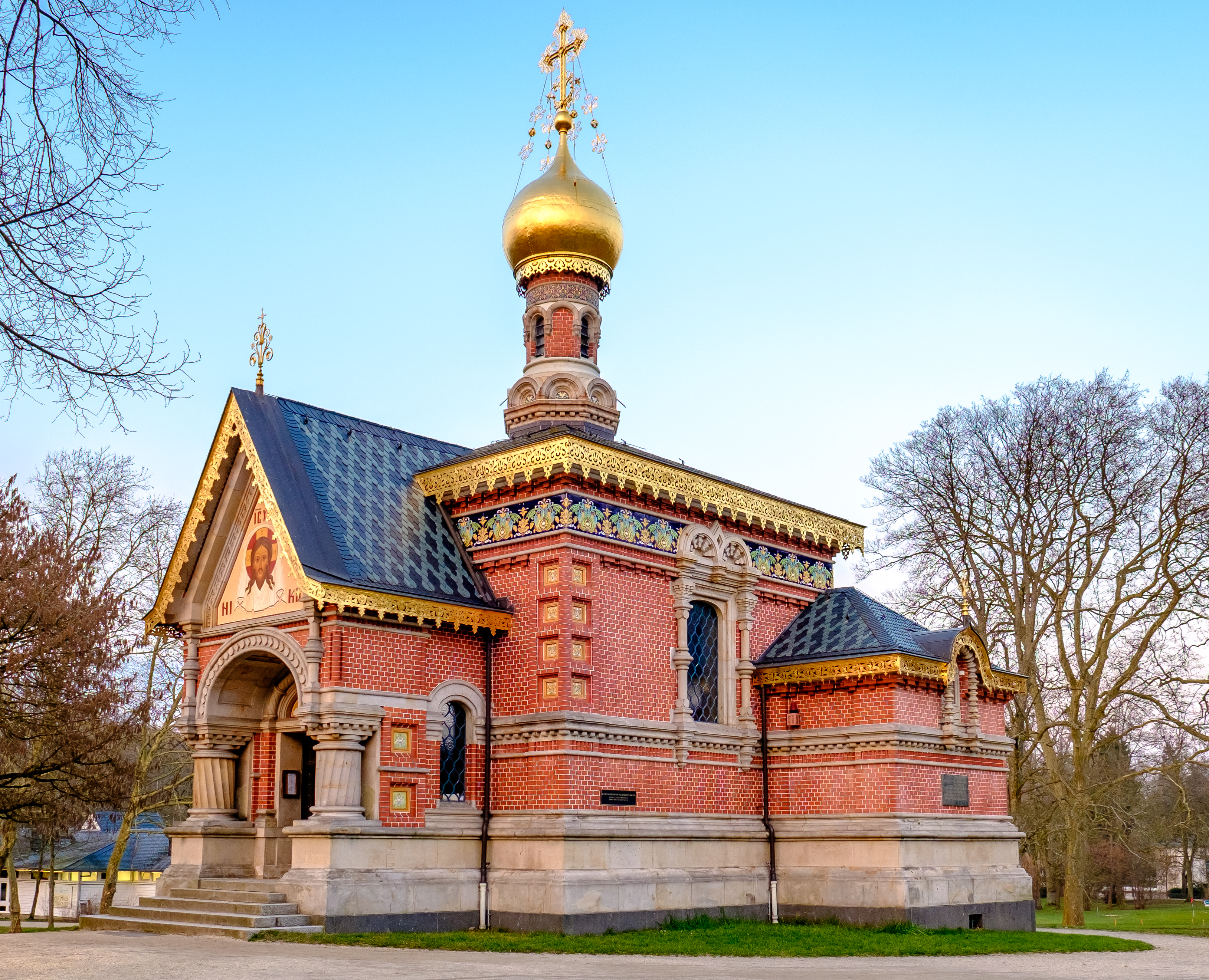
Capilla rusa de Bad Homburg (1896-1899)
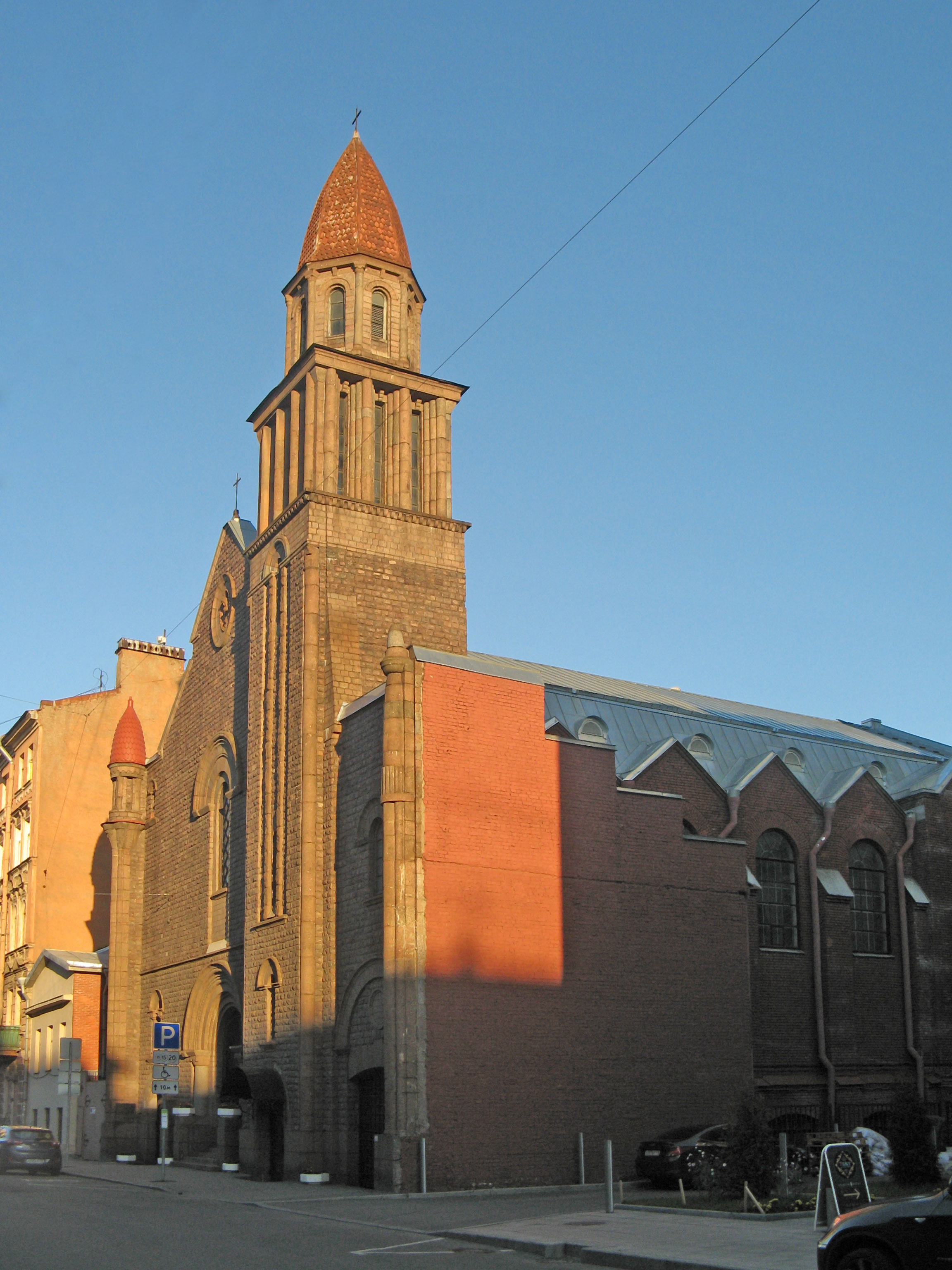
Iglesia de Nuestra Señora de Lourdes (1907-1909) (San Petersburgo)

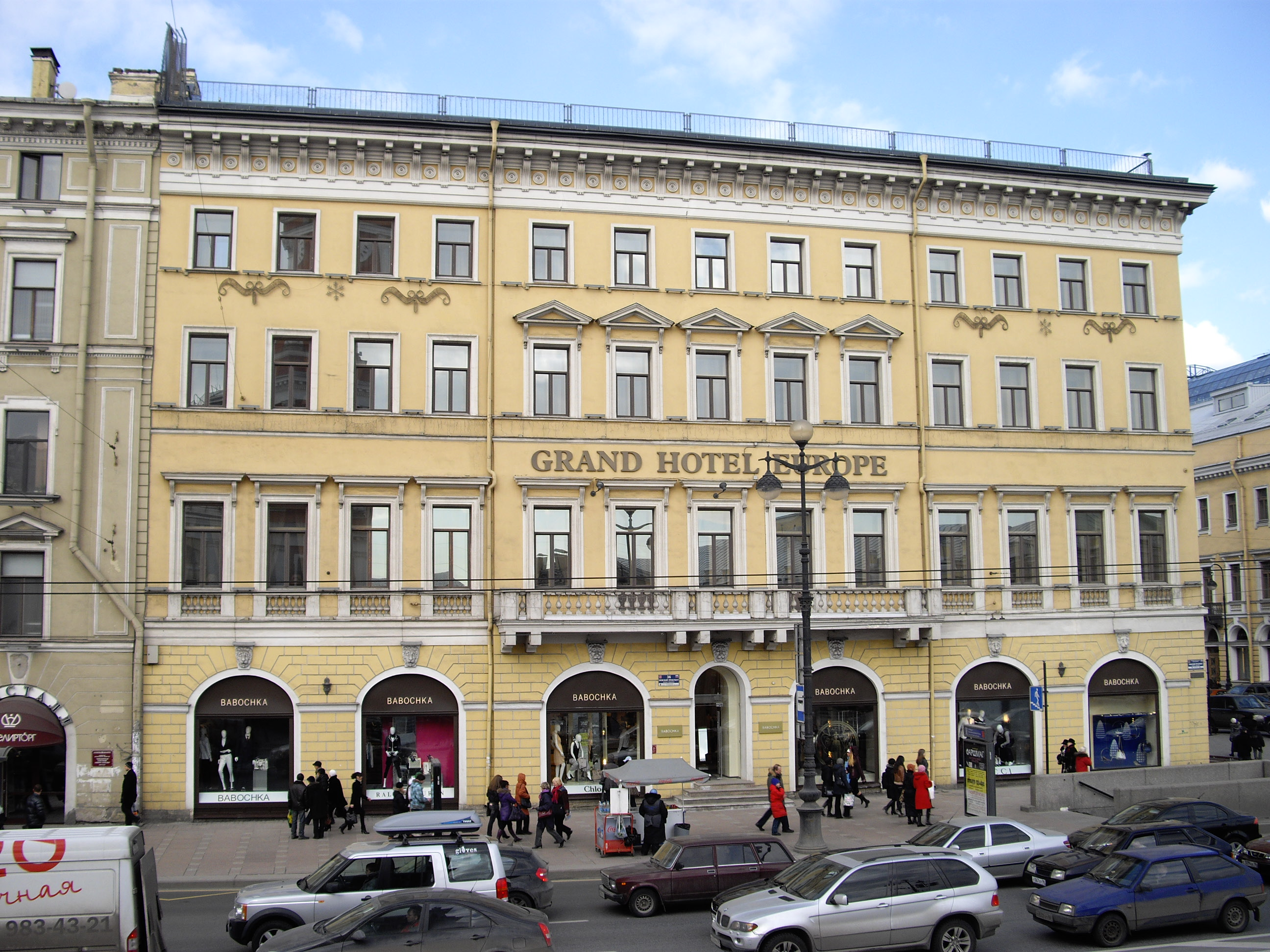
Grand Hotel Europa, remodelado en la década de 1910 por Benois y Lidvall
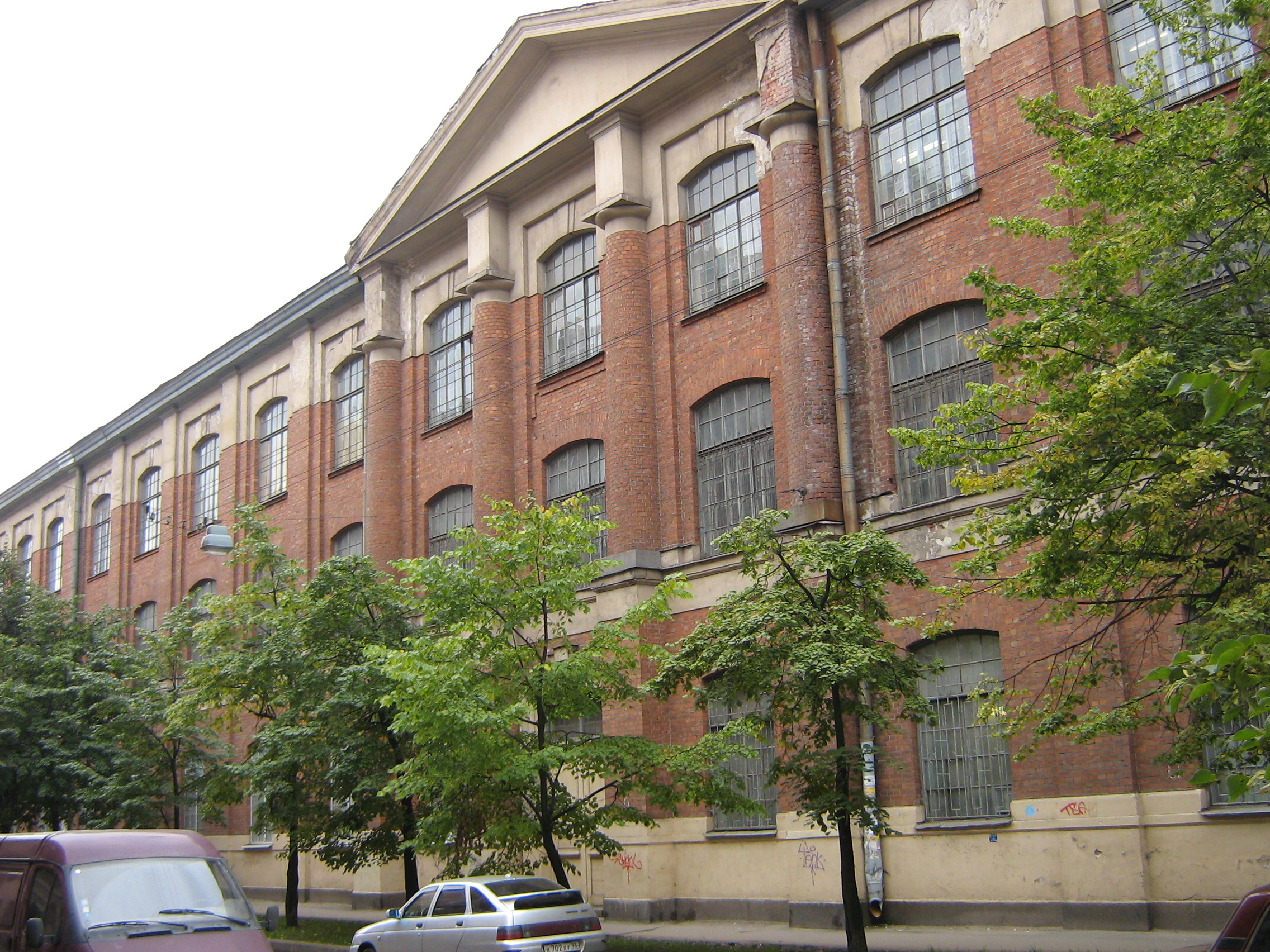
Imprenta Gorki (San Petersburgo)
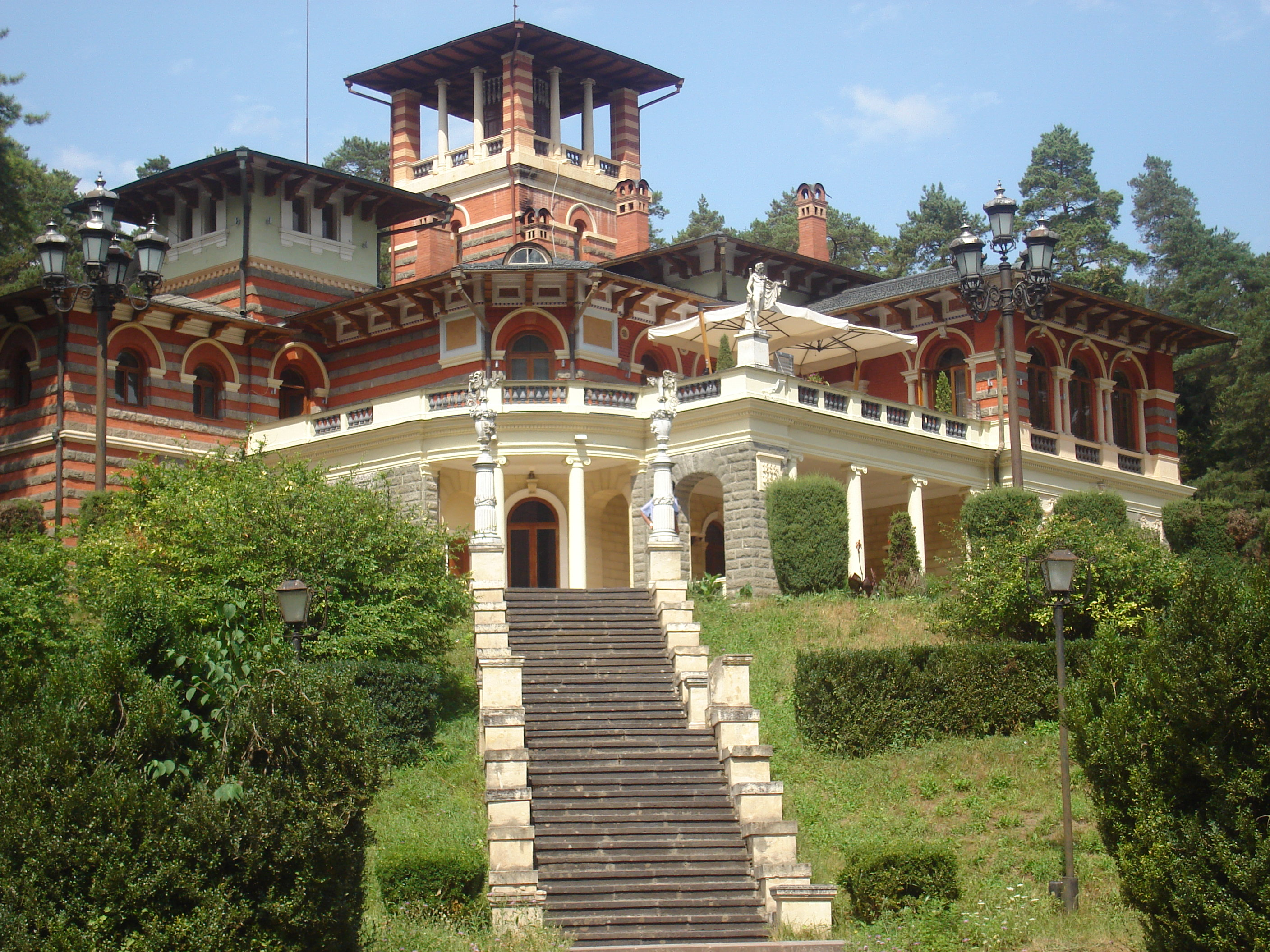
Palacio Likani del Gran Duque Nicolás Mijáilovich de Rusia
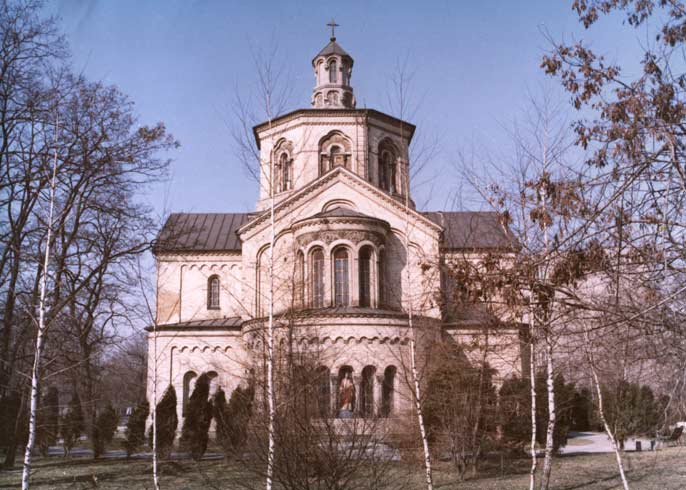
Catedral del Espíritu Santo de Varsovia (1903-1906)